# Giovanni Rossi (chirurgo)
Giovanni Rossi (Sarzana, 3 aprile 1801 – Parma, 24 maggio 1853) è stato un medico italiano.
Si laureò in medicina all'università di Pisa nel 1822. Rimase a Pisa per un anno come assistente di clinica chirurgica, poi si trasferì a Pavia, Milano e Bologna. Dietro consiglio di Giacomo Tommasini, che conobbe all'università di Bologna, nel 1825 si trasferì a Parma. In quell'anno si era diffusa tra i soldati del ducato di Parma una grave epidemia di oftalmite che portò a numerosi decessi. Il Rossi la riconobbe come una oftalmite purulenta di origine egiziana, che aveva già osservato a Pisa, e curò con successo 26 ammalati. Il chirurgo Andrea Vaccà Berlinghieri, consultato dal governo ducale, confermò la diagnosi del Rossi, precisando che la malattia era stata introdotta in Europa dalle truppe francesi reduci dalla Campagna d'Egitto.
Nel 1829 fu nominato assistente alla cattedra di chirurgia dell’università di Parma e nel 1832 la duchessa Maria Luigia lo nominò chirurgo consulente della Casa Ducale. Nel 1836 gli venne affidata la cattedra di chirurgia, con il titolo di professore emerito. 
Nel 1838 si sposò con Gaetana Tommasini, figlia di Giacomo Tommasini.
Partecipò ai congressi di chirurgia di  Firenze (1841), Padova (1842), Milano (1844), Genova (1846) e Venezia (1847). Nel 1839 la duchessa Maria Luigia lo nominò ispettore generale degli ospedali civili di Parma.  
Nel 1842 venne nominato presidente della commissione sanitaria dello stabilimento termale di Tabiano, diretto da Lorenzo Berzieri.
Morì a soli 52 anni per le complicanze di una malattia polmonare. Venne sepolto nel cimitero della Villetta a Parma, con iscrizione dettata da Pietro Giordani.